# The Lost Tracks of Danzig
The Lost Tracks of Danzig è un album di raccolta del gruppo heavy metal statunitense Danzig, pubblicato nel 2007.

## Tracce

### Disco 1
1. Pain Is Like an Animal
2. When Death Had No Name
3. Angel of the 7th Dawn
4. You Should Be Dying
5. Cold, Cold Rain
6. Buick McKane
7. When Death Had No Name
8. Satan's Crucifiction
9. The Mandrake's Cry
10. White Devil Rise
11. Come to Silver (acoustic)
12. Deep
13. Warlok

### Disco 2
1. Lick the Blood Off My Hands
2. Crawl Across Your Killing Floor
3. I Know Your Lie
4. Caught in My Eye
5. Cat People
6. Bound by Blood
7. Who Claims the Soulless
8. Malefical
9. Soul Eater
10. Dying Seraph
11. Lady Lucifera
12. Under Belly of the Beast
13. Unspeakable (Shango Mix)